# Hissen
För transportmedlet, se Hiss.
Hissen är en intervjuserie där Filip och Fredrik "fastnar" i en hiss med två andra kända människor.
Programmet hade premiär på Kanal 5 den 5 februari 2013 och är produktionsbolaget Nexiko Medias första produktion.
De tre första avsnitten av Hissen sändes på tisdagar klockan 21.00, men eftersom de första två avsnitten bara lockade 255 000 respektive 197 000 tittare, flyttades Hissen istället till måndagar klockan 21.55, vilket ökade antalet tittare till 220 000 för avsnitt 4.
| Avsnitt | Gäster                           | Datum                          | Tittare |
| ------- | -------------------------------- | ------------------------------ | ------- |
| 1       | Lasse Kroner & Anna Anka         | 21:00, tisdag 5 februari 2013  | 255 000 |
| 2       | Andreas Carlsson & Agneta Sjödin | 21:00, tisdag 12 februari 2013 | 197 000 |
| 3       | Christer Sandelin & Tommy Ekman  | 21:00, tisdag 19 februari 2013 | 153 000 |
| 4       | Mark Levengood & Puma Swede      | 21:55, måndag 25 februari 2013 | 220 000 |
| 5       | Carina Berg & Annika Lantz       | 21:55, måndag 4 mars 2013      | 201 000 |
| 6       | Sarah Dawn Finer & Magnus Hedman | 21:55, måndag 11 mars 2013     | 200 000 |
| 7       | Måns Herngren & Felix Herngren   | 21:55, måndag 18 mars 2013     | 177 000 |
| 8       | Jonas Gardell & Lulu Carter      | 21:55, måndag 25 mars 2013     | 190 000 |